# Bertrand, Missouri
Bertrand är en ort i Mississippi County i delstaten Missouri, USA.